# Адолф I фон Уршперг
Адолф I (Алтхауф) фон Уршперг (на немски: Adolf I von Ursperg; Althauf (Adolf) I von Auersperg; * ок. 990; † 1060) е австрийски благородник, прародител на фамилията Ауершперг.

## Биография
Адолф I основава укрепено селище източно от Любляна (Лайбах) в Словения, което става база на крепостта „Уршперг (Долен-Ауершперг)“. Адолф I фон Уршперг служи при Попо († 1042), патриарх на Аквилея (1019 – 1042), жени се за негова дъщеря и получава висши служби.
Умира около 1060 г. Правнуците му са издигнати през 1550 г. на фрайхерен, 1630 г. на графове, а Йохан Вайкхард фон Ауершперг (1615 – 1677) е от 1653 г. първият княз фон Ауершперг.

## Деца
Адолф И фон Уршперг има с неизвестна жена три сина.
- Конрад I фон Ауершперг († 1 април 1081), женен за Варбара фон Финкенберг, дъщеря на Дитрих фон Финкенберг; родители на:
  - Конрад II фон Ауершперг († 1107), граф на Ауершперг, женен за Катарина фон Зонек (* 1083); родители на
    - Пилграм II фон Ауершперг († 1160)
- Пилграм фон Ауершперг
- Адолф фон Ауершперг